# Састанак са непознатом
Састанак са непознатом (енгл. Blind Date) америчка је романтична комедија из 1987. у режији Блејка Едвардса. Главне улоге тумаче Брус Вилис и Ким Бејсингер. Филм је углавном добио негативне критике од стране филмских критичара, али је био добро прихваћен од стране публике у значајан комерцијални успех.

## Радња
Волтер Дејвис је руководилац фирме који треба да се састане са јапанским клијентом. Међутим, на пословној вечер не може да се појави сам и одлучује да пита брата да му помогне у проналаску пратиље. Он прихвата предлог свог брата Теда да оде на састане на слепо са Надијом,  рођаком Тедове жене. Надија је стидљива и њих двоје у почетку доживљавају непријатност. Међутим, како вече пролази, Надија почиње да пије и да се понаша све опуштеније. Тедова жена је упозорила на понашање своје рођаке под утицајем алкохола, али Волтеру је то звучало као шала. Појављује се Надијин бивши дечко Дејвид, који вреба пар целе ноћи и напада Волтера. 
Волтера излуђује Надијино понашање и Дејвидова потера за њима. Убрзо бива ухапшен јер је Дејвиду претио револвером. Надија плаћа кауцију за његово пуштање из затвора и пристаје да се уда за Дејвида ако он помогне Волтеру да избегне затвор.
Пре венчања, Волтер даје Надији чоколадицу пуњену алкохолом, како би саботирао венчање. Надија одбија да се уда за Дејвида и одлучује да обнови везу са Волтером. Последња сцена приказује Надију и Волтера на меденом месецу на плажи, док се флаша Кока-коле од два литра хлади уместо шампањца.

## Улоге
| Глумац           | Улога                 |
| ---------------- | --------------------- |
| Брус Вилис       | Волтер Дејвис         |
| Ким Бејсингер    | Надиа Гејтс           |
| Џон Ларокет      | Дејвид Бедфорд        |
| Вилијам Данијелс | судија Харолд Бедфорд |
| Џорџ Коу         | Хари Груен            |
| Марк Блум        | Дени Гордон           |
| Фил Хартман      | Тед Дејвис            |
| Стефани Фараси   | Сузи Дејвис           |

## Снимање
Филм је првобитно био намењен недавно венчаним Шону Пену и Мадони, али је брачни пар одустао од улоге након што пројекат није успео да привуче редитеља. Блејк Едвардс је прихватио рад на пројекту под условом да дође до промене у сценарију. Студио се сложио са условима и филм је снимљен са Брусем и Ким у главним улогама.

## Пријем
На агрегатору рецензија Rotten Tomatoes, филм има 24% рејтинга на основу 25 рецензија са просечном оценом 4,60/10. Консензус критичара веб-сајта гласи: „Састанак са непознатом има све састојке за успешну лудачку комедију, али крајњи резултати сугеришу да је режисер Блејк Едвардс изгубио свој некада поуздани додир”. На Metacritic-у, филм има пондерисану просечну оцену од 49 од 100 на основу 14 критичара, што указује на „мешовите или просечне критике“. Публика коју је анкетирао CinemaScore дала је филму просечну оцену „Б“ на скали од А+ до Ф.
Роџер Иберт, филмски критичар из америчких новина Chicago Sun-Times, дао је филму две и по звездице од четири и написао: „Постоје појединачни тренуци у овом филму који су смешни као било шта што је Едвардс икада урадио, али то су углавном гегови који не израстају из ликова”.